# Austrotyphlops minimus
Austrotyphlops minimus là một loài rắn trong họ Typhlopidae. Loài này được Kinghorn mô tả khoa học đầu tiên năm 1929.